# ایزابل ژلیناس
ایزابل ژلیناس (فرانسوی: Isabelle Gélinas‎؛ زادهٔ ۱۳ اکتبر ۱۹۶۳) یک هنرپیشه اهل کانادا است. وی از سال ۱۹۸۶ میلادی تاکنون مشغول فعالیت بوده‌است.
از فیلم‌ها یا برنامه‌های تلویزیونی که وی در آنها نقش داشته‌است می‌توان به بچه‌های پاریس و پاپاراتزی اشاره کرد.